# Bices de Naxos
Bices de Naxos fue un arquitecto griego del siglo VI a. C. Fue el primero que empleó el mármol para techos en la primera mitad del siglo VI a. C. Además, inventó la tema de mármol. Un ejemplar de esta técnica es el Oikos de los Naxios, en Delos.